# Sacred
El Sacred és un videojoc d'Acció-RPG per PC, llançat el 2004, que pren de lloc el màgic continent d'Ancària, amb personatges de diverses races (elfs foscos, elfs dels boscos, vampiresses, etc.) la qual, cadascú té les seves pròpies missions. Més d'1,8 milions de còpies del joc s'han venut a tot el món. El 2008, Linux Game Publishing va anunciar que versionaria el videojoc al sistema operatiu Linux.
Ha estat desenvolupat per Studio II Software i Ascaron Entertainment, publicat a Europa el 2005 per FX Interactive. Pel que fa als Estats Units, va ser llançat el 2004 per Encore USA. El Sacred és famós per les seves característiques de l'estructura de joc i aspectes gràfics. Aquest joc es considera molt similar a l'estil de la saga Diablo de Blizzard Entertainment.

## Argument
Ancària està en una profunda crisi. Els humans lluiten contra les hordes d'orcs que venen del sud, destrossant les ciutats i massacrant als habitants que troben en el seu pas. Els soldats del rei, al comandament del Príncep Vorian, intenten aguantar la invasió orca. Però aquests orcs al seu torn, no estan intentant envair sinó fugen d'alguna cosa que no hi havia passat mai en el món, els morts s'aixequen de les seves tombes amb mirades hostils. No solament conformi amb això un nigromant exiliat per elfs i humans, ha trobat el llibre dels dimonis, i pensa venjar-se del seu exili, per a això, invoca al més perillós dels dimonis, però una fallada en la invocació, fa que el dimoni no obeeixi les ordres del nigromant i aquest es rebel·li contra el seu amo. Lluny de tot això, un heroe es recluta en les forces del regne per a lluitar contra la invasió orca.
El nigromant Shaddar, en alliberar aquesta bèstia, ha deslligat un caos que mai el món ha vist. Solament en el monestir dels Serafins hi ha informació suficient per a obtenir un punt feble del dimoni, però el monestir aquesta en el nord Ancària envoltat de perillosos gegants i altres criatures de gel. En arribar al monestir obtenir la informació, es veu que ha estat assaltat no fa molt pels gegants, però mantens les teves esperances que encara quedi alguna Serafina viva. En la porta hi ha una Sacerdotessa que està intentant fugir de la massacri, ella et conta alguna cosa sobre els Dimonis, però no és suficient per a vèncer al Dimoni Sakkara, així que entres en el monestir dirigint-se als passos a la biblioteca. Hi trobes un holograma d'una Serafina que et dona més informació sobre els dimonis i una forma de vèncer al Dimoni Sakkara, aconseguint el Cor d'Ancària, al parlar un altre cop amb la Sacerdotessa, et diu que sap com obtenir el Cor d'Ancària, una arma feta amb els elements (aire, foc, aigua i terra). En saber això, l'heroi parteix a la recerca de les peces...

### Argument deSacred Underworld
| « | El sacrifici del Príncep Vorian, va retornar la pau al regne d'Ancaria. Però la seva mort va sumir a la baronessa Vilya, la seva promesa, en la desesperació. El mal, sempre a l'aguait, es nodreix del nostre sofriment i el cor ferit d'un ésser humà és tan vulnerable, que les forces de l'inframon troben en ell, el refugi perfecte per llançar el seu atac. Quan els sentiments més profunds són utilitzats per manipular-nos, el nostre pitjor enemic podem ser; nosaltres mateixos. | » |

Shaddar i el dimoni de Sakkara havien estat derrotats. Però aquesta vegada, el malvat Handukar, s'amaga en l'inframon per llançar el seu atac contra Ancaria. Handukar promet a Vilya que ressuscitarà a Vorian, i per a això ha d'assegurar-se que ell no mori. Però en realitat, es tracta d'un estratagema que acaba amb la vida de Vilya.
Durant l'aventura, tu prendràs el paper d'un heroi per aconseguir salvar a Vilya de les arpes d'Handukar.
Però no resultarà fàcil, ja que la baronessa farà el que sigui perquè Handukar segueixi viu, i aconsegueixi ressuscitar al seu marit.

## Els Herois
- Gladiador: El Gladiador és l'únic guerrer amb l'habilitat i l'entrenament necessaris per emprar la majoria de les armes. Utilitza la força bruta per lluitar i és sorprenentment àgil. No dubta a fer gala de la seva superioritat a la menor ocasió. Una bona idea seria utilitzar les armes de tipus espasada, ja que les utilitza bastant més ràpid que els altres personatges i són, sense explicar les destrals de dues mans, les més fortes d'Ancaria.
- Mag: El Mag és tan poderós amb els seus encanteris com a destre amb l'espasa. Mai defuig l'enfrontament cos a cos; no obstant això, la seva arma més mortífera és la màgia elemental, que és capaç de sacsejar els mateixos fonaments de la Terra.
- Seraphín: La Seraphín descendeix d'una estirp d'àngels. Antigues llegendes situen el seu origen en una era anterior a la presència d'elfs i homes en Ancaria. La Seraphín combina màgia celestial amb poderosos i àgils moviments de combat.
- Vampiressa: La Vampiressa és una combinació de guerrer expert en el combat cos a cos i vampir. Versada en la màgia de la sang i de les art fosques, pel dia derrota als seus adversaris amb l'espasa i a la nit es transforma en una diabòlica bèstia de presa.
- Elfa del Bosc: L'Elfa del Bosc és una experta caçadora i exploradora. Perfectament integrada al món que l'envolta, la seva màgia té una fi protectora. Usa l'arc i la fletxa amb poder i precisió i només s'enfronta cos a cos si no té una altra sortida.

- Elf Fosc: L'Elfo Fosc procedeix d'una estirp sanguinària que es va escindir de la pura i noble raça dels elfs. L'Elfo Fosc posseeix terribles habilitats guerreres i és un implacable lluitador de les ombres. Prefereix les espases enverinades i el combat cos a cos.

En l'expansió de Sacred (cridada Underworld) apareixen dos herois més:
- Nan: El Nan és l'última baula d'una raça antany dominant. Molt hàbil en la lluita cos a cos, aprofita els coneixements de la tecnologia dels seus avantpassats per fer ús d'un armament tan sofisticat com poderós.

- Diablessa: La diablessa procedeix del plànol demoníac, d'on va ser injustament expulsada. La seva destresa en el combat cos a cos es complementa amb el domini de la màgia negra, una combinació que fa d'ella un terrible oponent.

## Gràfics
El joc es mou entre les 2D i 3D mitjançant una perspectiva isomètrica amb fons en 2D plens de detalls, i els modelatges dels personatges, criatures i armes en 3D.

## Objectes
Sacred compta amb una àmplia gamma d'objectes (armes, armadures, escuts, grebas, cinturons, cascos, anells, etc.) que poden obtenir-se en les tendes, contenidors (caixes, barrils, tombes ...), monstres morts o amagatalls màgics en moltes de les roques i arbustos en tot Ancaria, que s'indiquen per una lluentor groga. Molts dels objectes només pot ser equipat per un tipus de personatge, com les ales, que només poden ser equipades per la serafí.
També hi ha diversos tipus de pocions:
- Poció de curació: en prendre-la regenera una determinada quantitat de salut que depèn de la grandària de la poció i del nivell de dificultat.
- Poció dels no morts: impedeix que els no morts (esquelets) revisquin una vegada que se'ls mata.
- Poció de concentració: regenera els combos de manera que pot utilitzar amb major rapidesa.
- Poció del mentor: ganes més experiència en matar els monstres durant el temps que duri la poció.
- Antídot: guareix els efectes d'un enverinament.

En sacred els noms dels objectes i les seves qualitats es generen aleatòriament, per la qual cosa és difícil veure objectes repetits, encara que també hi ha uns objectes de set i alguns objectes únics que són més difícils de trobar que no són generats aleatòriament i tenen propietats fixes. Segons el color en el qual estigui escrit el nom de l'objecte sabrem que tipus és:
- Blanc: objecte bàsic
- Blau: objecte màgic
- Groc: objecte rar
- Daurat: objecte únic
- Verd: objecte de set

Alguns objectes tenen algunes ranures que es poden millorar amb tècniques del ferrer, anells, amulets o runas.

## Secrets
En el joc hi ha ocults diversos secrets.

### La taverna d'Ascaron
Si en comptes de fer clic al principi del joc veiem els videos i les presentacions podem apreciar que en una d'aquestes apareix el nom Ascaron amb un drac vermell darrere, Askaron és uns dels responsables de la creació del joc. Doncs bé, si anem cap a la capital d'Ancaria, Braverock (en el centre del mapa representat per un castell entre boira)veurem que en una missió (principal) hem d'entrar en una taverna i colar-nos per uns conductes per parlar i demanar instruccions al príncep Vorian, que es troba aquí, aquesta taverna es diu "La trucada d'Ascaron"

### Ulleres de sol
Per aconseguir les Ulleres de Sol viatja fins a l'oasi d'Ahil-Tar, última guarnició militar dels Homes en el sud.
Continua després en adreça Aquest, fins a la riba d'un torrent sec que travessa el desert de Nord a Sud.
Segueix-ho cap al Sud fins a la riba del mar. Una vegada allí, continua cap a l'Est fins a topar amb unes palmeres i un petit oasi.
En ell, hi ha dos perdis molt juntes, que semblen bloquejar el camí, però en realitat mantenen un buit entre elles, per la qual cosa pots passar.
Lliura't dels enemics que merodean per la zona i continua avançant fins que arribis a un petit embarcador. Puja a bord del pot que està amarrat i automàticament, arribaràs a l'illa de Mal-Orc-A.
Al costat de la riba hi ha un orc, el governador. Parla amb ell i et demanarà que li ajudis a tirar a uns orcs que li estan causant problemes.
Dirigeix-te llavors a la riba oposada, on estan col·locades les tovalloles dels indesitjables turistes, i trepitja-les; immediatament, aniran a buscar-te a tu furiosos. Desfés-te d'ells i després parla de nou amb el governador. Et regalarà les ulleres de sol com recompensa. Acorda't també de demanar una pedra màgica a l'orc que està en la cabanya (això últim només en el nivell oro).

### Espasa de Llum
Nota: Només es pot aconseguir si jugues amb la Seraphín, si no, posa-li al teu personatge l'opció desarmar i veu les planes de Tyr Hadar, on es troben els elfs del gel, les armes del qual són sabres làser i fuets de llum.
Per aconseguir l'Espasa de Luz (només en nivell oror) has d'entrar en una cova situada a l'est de Bellevue (es distingeix fàcilment en el mapa). Allí, mata al sacerdot que manté a una Seraphín captiva i l'encanteri es trencarà. Aquesta et recompensarà amb un conjur.
A continuació, cerca al sud-est d'Aish-Jadar una casa en ruïnes, segurament arrasada per un incendi. S'hi troba la Seraphín que vas rescatar.
Aniquila a tots els dimonis i sacerdots que la custodien (cuidat doncs estan en manera campió), i ella et donarà dos nous regals, un llibre i l'espasa. El llibre és una petita enciclopèdia sobre els Seraphines i l'Espasa de Luz augmenta el seu dany a mesura que vagis ascendint de nivell.

### Màscara i matxet de "Jason"
En el poblat de Drakenden has de marxar des de l'extrem nord-oest fins al bosc; aquí notaràs de sobte que pots moure't a través dels arbres. Segueix avanci fins a arribar a un petit llac, al costat del qual està escrita amb pedres la paraula "Jason". El matxet i la màscara estan a prop. Només els pot usar el Gladiador; si no ets ell, no apareixeran, encara que es podrà entrar igualment.

### Tombes
Per norma general, els epitafis de les tombes són frases trivials ideades com a element de farcit; no obstant això, en Sacred algunes làpides contenen frases enginyoses. I centenars de coses per l'estil. Val la pena visitar els cementiris, però amb cura, moltes alliberen esquelets o zombis en obrir-se. Porteu molts antídots i pocions dels No Morts.

#### Celebritats i famosos
- Elvis Presley
- Groucho Marx, "Disculpa que no m'aixequi".
- "Doctor Livingstone, suposo?".

#### Videojocs, cinema i televisió
- Back to the Future Part III, "Apunyalat per l'esquena per Buford "Gos rabioso" Tannen per un deute de 80 corones ancarias d'or".
- 2001, una odissea en l'espai, "Ho sento, Dave, no puc fer-ho".
- The Waltons, "Good night, John-Boy!" Bona nit, John-Boy és un llibre sobre la sèrie de televisió The Waltons.
- Teletubies, "Tinky Winky, Dipsy, Laa Laa, Po... Anar-vos a l'infern!!!".
- Star Wars Episodi V: L'Imperi Contraataca, "Jo sóc el teu pare!".
- El senyor dels anells, "El meu tresor!".
- Star Trek: La Sèrie Original, "Està mort, Jim!".
- Half-Life, "Aquí jeu Freeman, copejat fins a la mort amb una palanca".

#### Bromes dels dissenyadors del joc
- "El joc lamenta el fet de no haver pogut col·locar un monstre aquí. El mercat de treball de PNJ es troba en aquests moment sota crisi."
- "Qualsevol que llegeixi això desencadenarà les forces de la foscor".
- "En memòria de tots els monstres que hem matat pels seus punts d'experiència".
- "El nombre marcat no existeix".
- "Markus 'No sense el meu GeForce' Reiser".
- "Tomba, l'última frontera".
- "I va gravar 'Vaig estar aquí' en el Golem".
- "El Chupacabra, es podreixi en pau".
- "Infern, 5km".
- "Prem CTRL + ALT + DELETE per la superespassa màgica". (Si el jugador ho fa sortirà del joc, i si no ha guardat la partida perdrà els canvis)
- "Error 14323: els cavalls semblen porcs".
- "Error 43212: el personatge no causa cap dany".
- "Famoses últimes paraules: 'Error d'execució C++'".
- "Fossa comuna per a tots els personatges esborrats pels Beta testers ".